# 赵海虹
赵海虹，1977年生于浙江省杭州市，中国当代科幻作家、教师、翻译。她数次获银河奖，被誉为“中国科幻界的公主”。

## 生平
赵海虹1997年生于浙江省杭州市。先后在杭州大学外国语学院、浙江大学艺术人文学院、中国美术学院学习，于2012年取得艺术史博士学位。1996年，处女座《升成》发表于《科幻世界》。小说《桦树的眼睛》发表于《科幻世界》1997年11月号，获1997年银河奖。

## 写作经历
赵海虹从高中起开始小说写作。除了科幻小说外，她还发表了许多武侠小说。 赵海虹多次获得银河奖，被她的粉丝誉为“中国科幻界的公主”。